# Christofer Gonzales
Pour les articles homonymes, voir Gonzales.
Christofer Gonzales Crespo, né le 12 octobre 1992 à Lima au Pérou, est un footballeur international péruvien. Il évolue au poste de milieu de terrain à l'Universitario.

## Biographie

### Carrière en club
Surnommé Canchita Gonzales, il commence sa carrière professionnelle au sein de l'Universitario de Deportes de Lima en 2012 et est sacré champion du Pérou l'année suivante.
Parti à Colo-Colo en 2015, il remporte deux fois le championnat du Chili en 2015 (Ouv.) et 2017 (Tr.). Il peine cependant à s'imposer dans le club chilien puisqu'il est prêté à plusieurs reprises à des clubs péruviens entre 2016 et 2018. 
Il finit par rentrer au Pérou et s'enrôle au sein du Sporting Cristal en 2019. Il remporte avec ce dernier le championnat du Pérou en 2020.
En 2022, il s'enrôle à l'Al-Adalah FC, club du championnat saoudien.

### Carrière en sélection
International péruvien, Christofer Gonzales reçoit sa première sélection le 26 mars 2013 lors d'un match amical face à Trinité-et-Tobago. Lors de cette rencontre, il inscrit le troisième et dernier but de la victoire 3-0 des Péruviens sur les Socca Warriors. Il marque son deuxième but en sélection contre l'Uruguay, toujours en match amical, le 15 octobre 2019 (résultat 1-1).
Il participe notamment à la Copa América 2019 où son équipe atteint la finale, battue par l'hôte brésilien 3-1.

#### Buts en sélection
| Buts en sélection de Christofer Gonzales | Buts en sélection de Christofer Gonzales | Buts en sélection de Christofer Gonzales  | Buts en sélection de Christofer Gonzales | Buts en sélection de Christofer Gonzales | Buts en sélection de Christofer Gonzales | Buts en sélection de Christofer Gonzales |
|                                          | Date                                     | Lieu                                      | Adversaire                               | Score                                    | Résultat                                 | Compétition                              |
| ---------------------------------------- | ---------------------------------------- | ----------------------------------------- | ---------------------------------------- | ---------------------------------------- | ---------------------------------------- | ---------------------------------------- |
| 1.                                       | 26 mars 2013                             | Estadio Nacional, Lima (Pérou)            | Trinité-et-Tobago                        | 3-0                                      | 3-0                                      | Amical                                   |
| 2.                                       | 15 octobre 2019                          | Estadio Nacional, Lima (Pérou)            | Uruguay                                  | 1-0                                      | 1-0                                      | Amical                                   |
| 3.                                       | 20 juin 2023                             | Stade de football de Suita, Osaka (Japon) | Japon                                    | 4-1                                      | 4-1                                      | Amical                                   |

## Palmarès

### En club
| Universitario - Championnat du Pérou (1) : - Champion : 2013. - Copa Libertadores U20 (1) : - Vainqueur : 2011 |  | Colo-Colo - Championnat du Chili (2) : - Champion : 2015 (Ouv.) et 2017 (Tr.). - Supercoupe du Chili (1) : - Vainqueur : 2017. |  | Sporting Cristal - Championnat du Pérou (1) : - Champion : 2020. - Copa Bicentenario (1) : - Vainqueur : 2021. |

### En équipe nationale
Pérou
- Copa América :
  - Finaliste : 2019.